# Aristea juncifolia
Aristea juncifolia är en irisväxtart som beskrevs av Christian Friedrich Frederik Ecklon och John Gilbert Baker. Aristea juncifolia ingår i släktet Aristea och familjen irisväxter. Inga underarter finns listade i Catalogue of Life.